# Douglas megye (Kansas)
Douglas megye az Amerikai Egyesült Államokban, azon belül Kansas államban található. Megyeszékhelye és legnagyobb városa Lawrence. Lakosainak száma 118 785 fő (2020. április 1.). Douglas megye Jefferson, Franklin, Leavenworth, Johnson, Miami, Osage és Shawnee megyékkel határos.

## Népesség
A megye népességének változása:
| Lakosok száma | 111 274 | 112 372 | 113 043 | 114 322 | 118 053 | 118 785 |
|               | 2010    | 2011    | 2012    | 2013    | 2015    | 2020    |